# Totana (stacja kolejowa)
Totana (hiszp. Estación de Totana) – stacja kolejowa w miejscowości Totana, we wspólnocie autonomicznej Murcja, w Hiszpanii. Stacja obsługuje pociągi linii C-2 Cercanías Murcia/Alicante.

## Położenie
Stacja znajduje się na linii Murcja – Águilas, na wysokości 171 m n.p.m..

## Historia
Stacja została otwarta w dniu 28 marca 1885 roku z otwarciem do ruchu odcinka Alcantarilla-Lorca, wybudowanego przez Sociedad Anónima Crédito General de Ferrocarriles. W 1891 stała się częścią Sociedad del Ferrocarril de Alcantarilla a Lorca. Od 1941 roku, w wyniku nacjonalizacji sieci kolejowej w Hiszpanii, stała się częścią RENFE.
Od 31 grudnia 2004 Adif jest właścicielem obiektów kolejowych.

## Linie kolejowe
- Murcja – Águilas